# Tarquinia Molza
Tarquinia Molza (Modena, 1º novembre 1542 – Modena, 8 agosto 1617) è stata una compositrice, musicista e poetessa italiana, in volgare e latino, di età rinascimentale.

## Biografia
Tarquinia Molza nacque a Modena il primo novembre del 1542 da Camillo, figlio primogenito del poeta Francesco Maria Molza, e da Isabella Colombi. La sua fama di poetessa e di erudita è confermata da tutti i contemporanei: Francesco Patrizi, di cui fu allieva, la definì «la più dotta fra tutte le più illustri matrone che sono, che furono e che in avvenire saranno».
Gli studi di Tarquinia coprirono più campi: studiò infatti il greco, il latino, l'ebraico, la poesia volgare, la filologia, le discipline filosofiche e la musica (suonava la viola, il clavicembalo e il liuto). Ebbe per docenti lo scienziato Giovanni detto il Poliziano e il matematico Antonio Guarini. Nel 1560 andò in sposa al nobiluomo Paolo Porrino, che si spense nel 1579 celebrato dalla moglie con il madrigale Qual vite al campo sola e il sonetto Dopo l'aspra partita in gran dolore. Dopo pochi anni, si trasferì alla corte estense di Ferrara e per dodici anni fu damigella d'onore di Eleonora e di Lucrezia, sorelle del duca Alfonso II. A Ferrara continuò la frequentazione di Torquato Tasso, conosciuto a Modena nel dicembre 1576. Il poeta la stimò molto e le intitolò il dialogo La Molza, o vero de l'Amore (scritto nel 1583 e pubblicato quattro anni dopo). Presso gli Estensi Tarquinia ebbe anche una contrastata relazione amorosa con il compositore Giaches de Wert, che le costò l'allontanamento dalla corte estense.
Verso la fine del Cinquecento si trasferì a Roma; il Senato romano le conferì la cittadinanza onoraria nel dicembre del 1600. Morì a Modena l'8 agosto del 1617 e fu sepolta nel Duomo dove è ricordata da una lapide.

## Opere
- Rime di diversi (Bologna, 1575)
- Distico greco e tetrastico latino, nell'operetta Marci Condarati Cretensis de Bono Universi Liber (Padova, 1593)
- Madrigale nella raccolta La ghirlanda della Contessa Angela Bianca Beccaria (Genova, 1595)
- Delle poesie volgari e latine di Francesco Maria Molza... contenente le cose inedite e gli opuscoli di Tarquinia Molza... (Bergamo, 1750)
- Rime in Bergalli L. Componimenti poetici delle più illustri rimatrici... (Venezia, 1726)
- Lettera a Nestore Cantuni (Modena, 1783)
- Gamba B. (a cura di) Lettere di donne italiane del secolo decimosesto (Venezia, 1832)